# Salome Mad (film 1909 Frenkel)
Salome Mad è un cortometraggio muto del 1909 diretto da Theo Bouwmeester (Theo Frenkel).

## Trama
Un uomo è ossessionato dalla danza di Salome.

## Produzione
Il film fu prodotto dalla Hepworth.

## Distribuzione
Distribuito dalla Hepworth, il film - un cortometraggio di 183 metri - uscì nelle sale cinematografiche britanniche nel luglio 1909.
Si conoscono pochi dati del film che, prodotto dalla Hepworth, fu distrutto nel 1924 dallo stesso produttore, Cecil M. Hepworth. Fallito, in gravissime difficoltà finanziarie, il produttore pensò in questo modo di poter almeno recuperare il nitrato d'argento della pellicola.